# Herbert Koch (Archäologe)
Herbert Guido Koch (* 1. Juli 1880 in Reichenbach (Eulengebirge); † 25. September 1962 in Hamburg) war ein deutscher Klassischer Archäologe.

## Leben
Koch wuchs in Dresden auf, wo er am Wettiner Gymnasium das Abitur machte. Ein Schulfreund aus dieser Zeit war Hans Walter Gruhle.
Anschließend studierte Koch Germanistik, Klassische Archäologie, Kunstgeschichte und Musik an der Universität und dem Konservatorium Leipzig und an der Ludwig-Maximilian-Universität in München. Dort wurde er 1903 im Fach Germanistik mit seiner Arbeit Das Verhältnis von Drama und Geschichte bei Friedrich Hebbel promoviert. In München hörte er Vorlesungen bei Theodor Lipps und Adolf Furtwängler, Vater des späteren berühmten Dirigenten Wilhelm Furtwängler und Professor für Klassische Archäologie, die ihn stark beeindruckten und von denen er seinem Freund Gruhle schrieb, was diesen bewogen zu haben scheint, auch in München zu studieren. Koch und Gruhle wohnten dann zusammen in der Mandlstraße in Schwabing.
In München gehörte Koch zum Umkreis von Stefan George und war gut bekannt mit Franziska zu Reventlow, die mehrfach in seinen Tagebüchern und Briefen erscheint. Durch Koch lernte Reventlow den sensiblen und scheuen Gruhle kennen, der in Herrn Dames Aufzeichnungen oder Begebenheiten aus einem merkwürdigen Stadtteil, Reventlows Schlüsselroman über Schwabing, einer der Vorbilder für die Titelfigur war. Über Reventlow war Koch auch mit Franz Hessel bekannt, einem weiteren Vorbild für den Herrn Dame, dem er Hinweise für eine Reise nach Griechenland gab, Diese Reise unternahm Hessel zusammen mit seinem Freund Henri-Pierre Roché 1911, der wiederum mit Koch befreundet war. Daher finden sich Spuren in Rochés Roman Jules und Jim. 
Von Furtwängler zur Archäologie hingezogen und von Franz Studniczka ausgebildet, war Koch 1910/11 und 1913/14 als wissenschaftlicher Hilfsarbeiter unter Richard Delbrück am Deutschen Archäologischen Institut in Rom sowie 1912/13 in Athen tätig. 1913 wurde er an der Universität Bonn für Klassische Archäologie habilitiert. 
Während des Krieges wirkte er zusammen mit Paul Jacobsthal 1917--1918 für die neugegründete Griechenschule in Görlitz und konnte sich wie Jacobsthal nach dem Krieg auf die von den ehemaligen Gorlizoten in Thessalien, Mazedonien, Peloponnes und Athen gepflegten deutsch-griechischen Kultur- und Handelsbeziehungen beziehen.
1918 berief die Universität Jena den jungen Privatdozenten als außerordentlichen Professor zum Nachfolger von Botho Graef, dem er auch im Vorsitz des Jenaer Kunstvereins folgte. 1924 wurde er zum ordentlichen Professor ernannt. 1929 bis 1931 lehrte Koch an der Universität Leipzig, dann an der Universität Halle bis zu seiner Emeritierung 1950. Seit 1930 war er korrespondierendes Mitglied der Sächsischen Akademie der Wissenschaften. Von 1951 bis 1953 leitete er kommissarisch das Archäologische Institut Leipzig und lehrte danach wieder in Halle bis zu seiner Flucht aus der DDR 1959. Verheiratet war Koch mit der Kunsthistorikerin Hanna Koch, geb. Kämnitz. Er war mit dem Maler Charles Crodel befreundet.
Herbert Koch war akademischer Lehrer u. a. von Eberhard Paul und Leopold Ettlinger.

## Bildnis
- Charles Crodel: Wilhelm Worringer und Herbert Koch, 1922, Farbholzschnitt (Werkverzeichnis Nr. 150)[8]
- Charles Crodel: Woldemar Graf Uxkull-Gyllenband, Emil Utitz, Gerhard Marcks, enkaustische Malerei, 1931.[9]

## Schriften (Auswahl)
- Dachterrakotten aus Campanien mit Ausschluss von Pompei. Reimer, Berlin 1912 (Habilitationsschrift).
- Römische Kunst. Ferdinand Hirt, Breslau 1925 (Jedermanns Bücherei). 2., erweiterte Auflage: Böhlau, Weimar 1949.
- Nachruf auf Franz Studniczka. In: Sitzungsberichte der Philologisch-Historischen Klasse an der Sächsischen Akademie der Wissenschaften zu Leipzig. Bd. 82 (1930), H. 2, S. 1–20.
- Die klassische Kunst der Griechen: aus der Einleitung zu einem unveröffentlichten Buche (= Hallische Monographien. Nr. 2). Niemeyer, Halle (Saale) 1948.
- Winckelmann und Goethe in Rom (= Die Gestalt. Bd. 20). Neomarius, Tübingen 1950.
- Der griechisch-dorische Tempel (= Deutsche Beitraege zur Altertumswissenschaft. Bd. 1). Metzler, Stuttgart 1951.
- Vom Nachleben des Vitruv. Verlag für Kunst und Wissenschaft, Baden-Baden 1951.
- Studien zum Theseustempel in Athen (= Abhandlungen der Sächsischen Akademie der Wissenschaften zu Leipzig. Philologisch-historische Klasse, Bd. 47/2). Akademie-Verlag, Berlin 1955.
- Von ionischer Baukunst (= Die Gestalt. Bd. 26). Böhlau, Köln/Graz 1956.